# Quesería (Colima)
Quesería es una localidad ubicada en el municipio de Cuauhtémoc en el estado mexicano de Colima. Según el Censo de Población y Vivienda del 2020, tiene una población de 9,931 habitantes. Es parte de la Zona metropolitana de Colima-Villa de Álvarez.  

## Localización
Quesería se localiza en las coordenadas 19°23′12″N 103°34′26″O / 19.38667, -103.57389 a una altura media de 1260 m.s.n.m. 
Está a una distancia media de 13 km de la ciudad de Cuauhtémoc.

## Clima
| Parámetros climáticos promedio de Quesería                 | Parámetros climáticos promedio de Quesería | Parámetros climáticos promedio de Quesería | Parámetros climáticos promedio de Quesería | Parámetros climáticos promedio de Quesería | Parámetros climáticos promedio de Quesería | Parámetros climáticos promedio de Quesería | Parámetros climáticos promedio de Quesería | Parámetros climáticos promedio de Quesería | Parámetros climáticos promedio de Quesería | Parámetros climáticos promedio de Quesería | Parámetros climáticos promedio de Quesería | Parámetros climáticos promedio de Quesería | Parámetros climáticos promedio de Quesería |
| Mes                                                        | Ene.                                       | Feb.                                       | Mar.                                       | Abr.                                       | May.                                       | Jun.                                       | Jul.                                       | Ago.                                       | Sep.                                       | Oct.                                       | Nov.                                       | Dic.                                       | Anual                                      |
| ---------------------------------------------------------- | ------------------------------------------ | ------------------------------------------ | ------------------------------------------ | ------------------------------------------ | ------------------------------------------ | ------------------------------------------ | ------------------------------------------ | ------------------------------------------ | ------------------------------------------ | ------------------------------------------ | ------------------------------------------ | ------------------------------------------ | ------------------------------------------ |
| Temp. máx. abs. (°C)                                       | 39.0                                       | 39.0                                       | 39.5                                       | 39.0                                       | 39.5                                       | 39.0                                       | 39.0                                       | 39.0                                       | 39.0                                       | 39.0                                       | 39.0                                       | 39.0                                       | 39.5                                       |
| Temp. máx. media (°C)                                      | 28.6                                       | 29.1                                       | 30.1                                       | 30.9                                       | 31.8                                       | 30.7                                       | 29.5                                       | 29.8                                       | 29.8                                       | 30.0                                       | 29.4                                       | 28.4                                       | 29.9                                       |
| Temp. media (°C)                                           | 21.5                                       | 22.0                                       | 22.9                                       | 23.6                                       | 24.5                                       | 23.9                                       | 23.5                                       | 23.9                                       | 23.7                                       | 23.8                                       | 23.0                                       | 21.7                                       | 23.2                                       |
| Temp. mín. media (°C)                                      | 14.4                                       | 14.9                                       | 15.8                                       | 16.3                                       | 17.1                                       | 17.1                                       | 17.5                                       | 18.0                                       | 17.7                                       | 17.6                                       | 16.5                                       | 15.1                                       | 16.5                                       |
| Temp. mín. abs. (°C)                                       | 5.0                                        | 8.0                                        | 9.0                                        | 10.0                                       | 9.0                                        | 1.0                                        | 3.0                                        | 12.0                                       | 5.0                                        | 10.0                                       | 6.0                                        | 5.0                                        | 1.0                                        |
| Precipitación total (mm)                                   | 31.6                                       | 3.6                                        | 3.6                                        | 0.3                                        | 17.5                                       | 142.9                                      | 263.7                                      | 232.8                                      | 273.4                                      | 134.1                                      | 23.3                                       | 11.9                                       | 1,139.2                                    |
| Días de precipitaciones (≥ 1 mm)                           | 1.6                                        | 0.4                                        | 0.2                                        | 0.3                                        | 1.1                                        | 10.5                                       | 17.1                                       | 14.8                                       | 15.1                                       | 7.5                                        | 1.6                                        | 1.3                                        | 71.5                                       |
| Fuente: Servicio meteorológico nacional 21 de mayo de 2022 |                                            |                                            |                                            |                                            |                                            |                                            |                                            |                                            |                                            |                                            |                                            |                                            |                                            |